# Zofia Warych
Zofia Warych (ur. 25 marca 1939 w Dębach, zm. 28 września 2021 w Myszyńcu) – polska artystka ludowa, śpiewaczka, hafciarka, koronkarka, gawędziarka i rękodzielniczka z Puszczy Zielonej. Członkini zespołu folkorystycznego „Kurpiowszczyzna” w Myszyńcu.

## Życiorys
Była córką Antoniego Deptuły i Rozalii z domu Pisarek. Jej matka była znaną na Kurpiach czepcarką i śpiewaczką weselną, a ojciec – śpiewakiem pogrzebowym. Jej ciotką była Waleria Żarnoch, wybitna śpiewaczka ludowa.
W 1957 Zofia przeprowadziła się do Myszyńca. Jej kariera wokalna rozpoczęła się w latach 90. XX w. Zaczynała w zespole śpiewaczym z Ciesiny. W 1993 występowała wraz z nim na Festiwalu Kapel i Śpiewaków Ludowych w Kazimierzu Dolnym. Potem rozwijała karierę w zespole „Kurpiowszczyzna” w Myszyńcu, którego aktywną członkinią była do końca życia.
Promowała kulturę kurpiowską, występując w stroju kurpiowskim w czasie różnych uroczystości. Prowadziła warsztaty etnograficzne, podczas których uczyła młodych śpiewu, robienia kwiatów z bibuły, hafciarstwa i koronczarstwa. Trudniła się szyciem fartuchów kurpiowskich z charakterystycznymi dla jej twórczości myszynieckimi różami. Za tę działalność była również wielokrotnie nagradzana. Kolekcjonowała stroje kurpiowskie i w jednym z nich chciała zostać pochowana, jednakże przed śmiercią zmieniła swoją wolę.
Spośród wielu nagród, które otrzymała, najistotniejszą jest „Złota Baszta” w 2002.

## Wyróżnienia, nagrody, osiągnięcia
- 1995 – I miejsce w Ogólnopolskim Festiwal Kapel i Śpiewaków Ludowych w Kazimierzu Dolnym
- 2002 – „Złota Baszta” na Ogólnopolskim Festiwalu Kapel i Śpiewaków Ludowych w Kazimierzu Dolnym[1]
- 2006 – I miejsce w Mazowieckim Festiwalu Kapel i Śpiewaków Ludowych w Mińsku Mazowieckim
- 2006 – Medal Pro Masovia Marszałka Województwa Mazowieckiego[5]
- 2007 – I miejsce w Ogólnopolskim Festiwal Kapel i Śpiewaków Ludowych w Kazimierzu Dolnym[5]
- 2009 – Odznaka honorowa „Zasłużony dla Kultury Polskiej”[3][1]
- 2011 – Nagroda Prezesa Związku Kurpiów „Kurpik” w kategorii „Taniec i śpiew”[6]
- 2011 – I miejsce na Mazowieckim Festiwalu Kapel i Śpiewaków Ludowych w Mińsku Mazowieckim[5]
- 2011 – Nagroda im. Oskara Kolberga w dziedzinie „Twórczość plastyczna, zdobnictwo, rękodzieło i rzemiosło ludowe, folklor muzyczno-taneczny”[3]